# Герасимовська сільська рада
Гера́симовська сільська рада (рос. Герасимовский сельский совет) — сільське поселення у складі Новосергієвського району Оренбурзької області Росії.
Адміністративний центр — село Герасимовка.

## Населення
Населення — 801 особа (2019; 906 в 2010, 1002 у 2002).

## Склад
До складу сільської ради входять:
| Населений пункт   | Населення, осіб (2002) | Населення, осіб (2010) |
| ----------------- | ---------------------- | ---------------------- |
| Баришников, хутір | 67                     | 49                     |
| Герасимовка, село | 935                    | 857                    |